# Боковой прицел
Боковой прицел — вспомогательное приспособление в стрелковом (огнестрельном) оружии (как правило у винтовок), используемое для наведения его на цель находящуюся в зоне предельной дальности полёта пули (или, в зависимости от характеристик оружия, в зоне действительного огня), но за пределами прицельной дальности основного прицела (то есть дальности соответствующей наибольшему делению основного прицела оружия).

## Описание
В конце XIX — начале XX века имело место массовое «увлечение» военных и конструкторов оружия дальностью и точностью стрельбы, в основном произошедшее в результате нескольких достаточно спорных эпизодов франко-прусской и русско-турецкой войн. В этот период на вооружение принимались винтовки, имеющие прицельные приспособления, размеченные для стрельбы на расстояния порядка нескольких километров. Например, русская винтовка образца 1891 года имела прицел, размеченный до 3 200 шагов (2 276 метров), а английские Ли-Метфорд и Ли-Энфилд — основной прицел до 1 600 ярдов (1 463 метров) и дополнительный боковой до 2 800 ярдов (2 560 метров).
Причиной появления боковых прицелов послужило то, что для стрельбы на большие дистанции, пользуясь серединным прицелом, пришлось бы иметь слишком длинную рамку прицела и притом нельзя было бы упирать приклад в плечо (последнее сильно усложняло прицеливание и создавало проблемы с компенсацией отдачи). Для устранения этих неудобств (за счёт дополнительной боковой мушки) была уменьшена длина прицельной линии, что дало возможность, практически не изменяя целик, значительно увеличить углы прицеливания, а следовательно и её дальности.
Однако прицельный огонь по одиночной цели из стрелкового оружия на такой дальности был уже практически невозможен, так как такая задача значительно превосходит возможности человеческого зрения. Тем не менее боковой прицел использовался при стрельбе навесом по групповой цели, осуществляемой залпами («плутонговая стрельба»). Стрелков учили брать при стрельбе поправку на ветер и вести огонь по невидимой цели, расположенной за укрытием или складкой рельефа местности. Стрельба из ручного оружия на дистанции около километра считались нормальной и была вполне распространённой практикой при боевой подготовке личного состава. Но на практике эффективность такого огня уже в то время была достаточно спорной, так как при значительном расходе оружейных патронов урон наносимый противнику ружейным обстрелом с дистанции более 1 000 метров зачастую оказывался едва ли не символическим.
Распространение автоматического оружия в начале XX века значительно сократило такую практику, вытесненную намного более эффективным ведением огня из станкового пулемёта, однако вследствие инерции мышления представления военных теоретиков о дальности применения ручного стрелкового оружия в будущих войнах всё же оставались существенно завышенными.
В ходе боевых действий во время Первой мировой войны выяснилось, что после повсеместного введения униформы защитных цветов и при наличии в войсках достаточного количества средств огневого поражения, которые могут эффективно стрелять поверх голов своих войск (дивизионной и траншейной артиллерии, станковых и ручных пулемётов), реальная дальность ведения действительного огня из стрелкового оружия на европейских ТВД уже не превышает трёхсот-пятисот метров (в зависимости от театра), а основные боевые действия с использованием лёгкого стрелкового оружия зачастую развёртываются в пределах двух-четырёх сотен метров, и дальность эта обуславливается главным образом рубежом безопасного удаления своей огневой поддержки. В таких условиях победу в бою при прочих равных, как правило, одерживала не та сторона, которая была вооружена более точным и дальнобойным оружием, а та, которая обеспечивала наибольшую плотность огня в ближнем бою.
Поэтому после ПМВ боковые прицелы с винтовок пропали, а размечать прицелы на винтовках свыше 1000 метров в основном перестали (Италия даже приняла на вооружение 7,35-мм винтовку с перекидным прицелом). Цели же, удалённые далее трёхсот метров, оказалось много рациональнее поражать при помощи более тяжёлых видов оружия, так что по мере насыщения армий в 1930-е — 1940-е гг. полковой артиллерией, батальонными и ротными миномётами с минами Брандта, винтовочными гранатомётами, бронетехникой, штурмовой и бомбардировочной авиацией ведение по ним огня из стрелкового оружия, за исключением снайперского, и даже из пулемётов, стало считаться недейственным и практически перестало применяться.
Однако, идея использования боковых прицелов жива и по настоящее время. В частности таким прицелом снабжён американский подствольный гранатомёт M203. В 2012 году, в городе Лас-Вегасе американские производители стрелкового оружия представили новую модель самозарядной винтовки AR-15 с классическим прицелом вынесенным вбок. В отличие от своих предшественников, данный прицел имеет прямо противоположное назначение и предназначается для боя на коротких дистанциях и в ограниченных пространствах.